# Juli Veee
Gyula Visnyei, más conocido como Juli Veee (Budapest; 22 de febrero de 1950) es un delantero de fútbol retirado húngaro-estadounidense.
En 1997, el Salón de la Fama de San Diego Breitbard lo incorporó, como su primer futbolista. También fue seleccionado como miembro inaugural del Salón de la Fama del Fútbol Sala en 2011.

## Trayectoria
Firmó con Los Angeles Aztecs de la North American Soccer League. Fue cambiado a San Jose Earthquakes para 1976.
Al finalizar la temporada de la NASL de 1976, se trasladó a Bélgica, donde firmó con el club Lierse de la Primera División. Pasó una temporada con Lierse antes de mudarse a Standard Liège para la campaña 1977-78.
Su ahora nuevo equipo fue el San Diego Sockers. Luego comenzó su carrera en la Major Indoor Soccer League (MISL) con los New York Arrows.
Al final de la campaña 1984, lo cambiaron a los Las Vegas Americans para quienes jugó una sola campaña. En 1985, regresó a los Sockers y terminó su carrera con ellos en 1988.

## Selección nacional
Después de convertirse en ciudadano estadounidense, actuó en cuatro partidos internacionales. Su primer partido llegó en la derrota del 15 de octubre de 1976 ante México.
Con la selección de fútbol sala de los Estados Unidos disputó la Copa Mundial de 1989.

## Clubes
| Club                         | País           | Año       |
| ---------------------------- | -------------- | --------- |
| Hollywood Stars              | Estados Unidos | 1969-1970 |
| Rennes                       | Francia        | 1971-1972 |
| Los Angeles Hungarian        | Estados Unidos | 1972-1974 |
| Los Angeles Aztecs           | Estados Unidos | 1975      |
| San Jose Earthquakes         | Estados Unidos | 1976      |
| Lierse Kempenzonen           | Bélgica        | 1976-1977 |
| Standard de Lieja            | Bélgica        | 1977-1978 |
| San Diego Sockers            | Estados Unidos | 1978-1988 |
| New York Arrows (cesión)     | Estados Unidos | 1979-1980 |
| Las Vegas Americans (cesión) | Estados Unidos | 1984-1985 |

## Palmarés

### Títulos nacionales
| Título                              | Equipo            | País           | Año     |
| ----------------------------------- | ----------------- | -------------- | ------- |
| North American Soccer League Indoor | San Diego Sockers | Estados Unidos | 1981-82 |
| North American Soccer League Indoor | San Diego Sockers | Estados Unidos | 1983-84 |

### Distinciones individuales
| Distinción                                                | Año     |
| --------------------------------------------------------- | ------- |
| Máximo goleador de la North American Soccer League Indoor | 1976    |
| Máximo goleador de la North American Soccer League Indoor | 1981-82 |
| Jugador más valioso de la Major Indoor Soccer League      | 1982-83 |